# Stare Seło
Stare Seło (ukr. Старе Село, do 2016 Czerwone, ukr. Червоне) – wieś na Ukrainie, w obwodzie sumskim, w rejonie sumskim, w hromadzie Nyżnia Syrowatka. W 2001 liczyła 2079 mieszkańców, spośród których 1943 wskazało jako ojczysty język ukraiński, 129 rosyjski, 2 białoruski, a 5 ormiański.